# 딥 로이
구르딥 로이(Gurdeep Roy, 1957년 1월 26일 ~ )는 케냐 출신의 배우이자, 퍼피티어, 스턴트 배우, 희극 배우이다. 부모님은 인도인이다. 로이 딥(Roy Deep), 고르딥 로이(Gordeep Roy) 또는 딥 로이(Deep Roy)라고 불린다.

## 약력
본명은 모힌다 푸르바(Mohinder Purba)로 케냐 나이로비에서 인도인의 부모사이에서 태어났다. 어릴적 미국 뉴잉글랜드로 이주했다. 키는 132cm이다.

## 주요 출연작
- 《핑크 팬더 4 - 핑크 팬더의 역습》(1976)
- 《플래쉬 고던》(1980)
- 《공포의 텔레파시》(1982)
- 《다크 크리스탈》(1982)
- 《스타워즈 에피소드 6 - 제다이의 귀환》(1983)
- 《타잔 - 크리스토퍼 램버트 편》(1984)
- 《네버 엔딩 스토리》(1984)
- 《오즈의 마법사》(1985)
- 《에이리언 프럼 LA》(1988)
- 《하울링 6》(1991)
- 《어둠의 부활》(1992)
- 《프릭트》(1993)
- 《언더 더 훌라 문》(1995)
- 《마피아!》(1998)
- 《그린치》(2000)
- 《혹성 탈출》(2001)
- 《헌티드 맨션》(2003)
- 《빅 피쉬》(2003) - Mr. 소기바텀 역
- 《찰리와 초콜릿 공장》(2005)
- 《유령신부》(2005)
- 《트랜스포머 : 패자의 역습》(2009)
- 《잠베지아: 신비한 나무섬의 비밀》(2012)
- 《스타트렉 다크니스》(2013)
- 《스타트렉 비욘드》(2016)